# Pattern-Seeking Animals
Pattern-Seeking Animals — американський прогресивний рок супергурт, створений в 2018 році.
Гурт сформували Тед Леонард, Дейв Мерос, Джон Бугехолд і Джиммі Кіган; усі вони є діючими та колишніми учасниками та співавторами прогресивного рок гурту Spock's Beard.

## Назва гурту
Про назву гурту Тед Леонард сказав в інтерв'ю:
|  | По суті, це опис людини. Що відрізняє нас від тварин, так це наша схильність (або потреба) надавати сенс навколишньому. Це також частина пісні «Bulletproof» з останнього альбому Spock's [Beard], яку, [одразу] після написання, Джон [Бугехолд] додав до свого довгого списку назв гуртів/альбомів. |

## Історія
Гурт зібрався разом для того, щоб виконати музику, яку написав Джон Бугехолд у 2018 році, разом з Тедом Леонардо і Дейвом Меросом, які спільно написали частину матеріалу. Зрештою вони погодилися створити гурт Pattern-Seeking Animals і тепер мають намір випускати по одному альбому щороку та їздити в тур із додатковими сесійними музикантами.
Після підписання контракту з лейблом Inside Out Music, гурт Pattern-Seeking Animals випустив свій перший однойменний альбом 5 липня 2019 року.
Другий альбом, Prehensile Tales, вийшов менше ніж через рік, 15 травня 2020 року і отримав позитивну рецензію від журналу Prog.
1 квітня 2022 року гурт Pattern-Seeking Animals випустив третій альбом, Only Passing Through.
27 жовтня 2023 року вони випустили четвертий альбом, Spooky Action at a Distance.

## Учасники гурту
Поточні
- Тед Леонард (Ted Leonard) — головний вокал, соло-гітара та ритм-гітара (2018–теперішній час)
- Дейв Мерос (Dave Meros) — бас, бек-вокал (2018–теперішній час)
- Джон Богехолд (John Boegehold) — клавішні, синтезатори, мелотрон, програмування, гітара, мандоліна, бек-вокал (2018—теперішній час; не гастролює)[9]
- Джиммі Кіган (Jimmy Keegan) — барабани, перкусія, бек-вокал (2018–теперішній час)

Сесійні
- Денніс Атлас — клавішні, бек-вокал (2022–тепер)
- Уолтер Іно — гітара, клавішні, мандоліна, бек-вокал (2022–тепер)

## Дискографія
- Pattern-Seeking Animals (2019)
- Prehensile Tales (2020)
- Only Passing Through (2022)
- Spooky Action at a Distance (2023)